# Danièle Voldman
Danièle Voldman est une historienne française, spécialiste des questions urbaines et de genre. 

## Biographie
Titulaire d’une maîtrise d’urbanisme, elle passe l'agrégation d’histoire, avant de soutenir en 1995 sa thèse d’État sur la reconstruction des villes en France après la Deuxième Guerre mondiale,.
Elle est membre de l’Institut d’histoire du temps présent (CNRS) et du Centre d'histoire sociale du XXe siècle en 2005 et directrice de recherche émérite au CNRS.
Elle est  également commissaire de plusieurs expositions historiques, notamment Amours, guerres et sexualité, 1914‑1945.

## Publications
- La Reconstruction des villes françaises de 1940 à 1954. Histoire d'une politique (Villes, histoire, culture, société), L'Harmattan, 1997  (ISBN 9782738451941), (BNF 36162819)[5].
- Avec Luc Capdevila :  Du numéro matricule au code génétique, la manipulation du corps des tués de la guerre en quête d’identité , 2002, chapitre republié par le comité international de la Croix-Rouge [PDF] (consulter en ligne)
- Hommes et femmes dans la France en guerre, 1914-1945, Paris, Payot, 2003 (collab. avec Luc Capdevila, François Rouquet et Fabrice Virgili),
- (en) Avec Luc Capdevila : War Dead: Western Societies and the Casualties of War, Edinburg University Press, 2006  (ISBN 9780748622986), (résumé en ligne).
- Fernand Pouillon architecte, Payot, 2006  (ISBN 978-2-228-90115-4)[6].
- Sexes, genre et guerres (France, 1914-1945), Paris, Payot, 2010 (collab. avec Luc Capdevila, François Rouquet et Fabrice Virgili).
- La Garçonne et l’Assassin, histoire de Louise et de Paul, déserteur travesti, dans le Paris des années folles, Payot, 2011 (collab. avec Fabrice Virgili).
  - De cette œuvre, seront tirés un film, Nos années folles d'André Téchiné et une bande-dessinée Mauvais Genre, de Chloé Cruchaudet[7],[8].
- Locataires et Propriétaires : une histoire française XVIIIe – XXIe siècle, éditions Payot, 2016  (ISBN 9782228915298).
- Dans le logement, une discrimination genrée ? , Encyclopédie pour une histoire nouvelle de l'Europe,  (ISSN 2677-6588), 2016,  (résumé en ligne).
- Tristes Grossesses : l'affaire des époux Bac (1953-1956), Paris, Le Seuil, 2019 (collab. avec Annette Wieviorka)[9],[10].